# Lando Degoli
Lando Degoli (Carpi, 25 settembre 1919 – Carpi, 25 aprile 1991) è stato un personaggio televisivo italiano.

## Biografia
Laureato in matematica e fisica, insegnò presso un liceo, ebbe poi una cattedra in matematica prima a Bologna poi a Modena. Divenne famoso nel 1955 per la sua controversa partecipazione alla trasmissione televisiva Lascia o raddoppia?. Ritiratosi in quiescenza, a 71 anni si tolse la vita con un colpo di pistola, tre anni dopo la morte per malattia della moglie Adriana.
Quando tre mesi dopo fu aperto il testamento, si scoprì che aveva nominato erede universale il Comune di Carpi, lasciando un patrimonio di tre miliardi, fra immobili (due case e un appartamento), titoli di Stato e contanti, una collezione di statue, 300 quadri, migliaia di libri, dischi, mobili, monete d’oro.
L’Amministrazione comunale decise d'investire il lascito in opere utili alla comunità, restaurando alcune aree del Palazzo dei Pio (il "castello" rinascimentale sull’enorme piazza centrale) e creò nel "Museo della Città" una sezione intitolata al generoso professore: il "Salotto Degoli", visitabile all'ultimo piano, dove fra l’altro sono esposti 38 bronzi francesi di fine '800.

## La presenza in televisione

### Il "meccanismo" del gioco
Degoli fu uno dei primi partecipanti alla nuova trasmissione televisiva a quiz di Lascia o raddoppia? condotta da Mike Bongiorno. Il concorrente, cui veniva assegnata una "dote" iniziale di 2500 lire come montepremi, doveva rispondere, nella sua prima serata, a una serie di domande nella materia da lui inizialmente prescelta e se rispondeva correttamente, a ogni risposta il suo montepremi raddoppiava. In caso di anche una sola risposta negativa, veniva eliminato dal gioco. Raggiunto il montepremi di 320.000 lire, aveva il diritto di presentarsi con quello la serata successiva (una settimana dopo). Da quel momento poteva scegliere se tenersi la somma e lasciare il gioco, oppure rischiare di perdere tutto sottoponendosi a una successiva domanda che, se soddisfatta correttamente, ne raddoppiava il montepremi consentendogli di partecipare nuovamente al gioco la settimana successiva, e così via fino al raggiungimento (in caso di tutte le risposte esatte) della cifra di 5.120.000 lire.

### La "caduta" di Degoli
Degoli, che si presentò per rispondere in materia di musica lirica il 26 novembre 1955, raggiunse il montepremi di 1.280.000 lire, che la sera del 17 dicembre mise in gioco, accettando di raddoppiare (e rischiando di perdere), sull'onda di quanto aveva fatto il concorrente, suo predecessore, Giulio Preziosi, che si era portato a casa un montepremi doppio. La domanda, postagli dal Bongiorno, fu: «Nella partitura dei suoi melodrammi Verdi usò mai il controfagotto? Se la risposta è sì, in quale?». Dopo aver dichiarato di non conoscere la risposta, Degoli fu invitato dal conduttore a usufruire del tempo ancora a disposizione (il concorrente aveva un minuto esatto per rispondere a partire dal momento in cui terminava la lettura della domanda da parte del conduttore) e così fece il Degoli e, dichiarando che tirava a indovinare, rispose pochi secondi prima dello scadere del tempo, che l'opera in questione era il Falstaff. La risposta esatta secondo la Rai era invece il Don Carlo, così Degoli perdette il montepremi e il diritto a ripresentarsi la puntata successiva della trasmissione, ma fu gratificato, come da regolamento del gioco, di un premio di consolazione consistente in un'auto FIAT 600.

### Il ricorso e il ritiro
Tuttavia la cosa non finì lì. Degoli scoprì che, a differenza di quanto affermato dal conduttore, Verdi non utilizzò il controfagotto solo nella partitura del Don Carlo, ma anche in quella del Macbeth, quest'ultima non nella sua prima versione bensì in una seconda versione da lui stesso rifatta.
Degoli quindi presentò ricorso sostenendo che la domanda era mal formulata e che se per la Rai si dovevano intendere solo le versioni originali delle opere di Verdi, questo avrebbe dovuto essere specificato nella domanda stessa. Il ricorso fu accettato, Degoli si ripresentò in trasmissione allo stesso punto in cui l'aveva lasciata, cioè con un montepremi già acquisito di 1.280.000 lire, la possibilità di raddoppiarlo (ma, contemporaneamente anche di perderlo) o di tenerselo così com'era, lasciando, e Degoli lasciò.

## Conseguenze
La "questione Degoli" fu seguita con passione dai telespettatori (che nella stragrande maggioranza dei casi guardavano la televisione al bar, dato l'elevato costo dei televisori di allora), che naturalmente tifavano per il Degoli. I giornali poi dedicarono molto spazio alla questione, con commenti e critiche, fornendo così un formidabile strumento pubblicitario per la trasmissione e, indirettamente, per l'acquisto dei televisori, la cui diffusione presso le famiglie subì una forte impennata.
Il controfagotto divenne per parecchio tempo un po' un emblema di eccesso di erudizione e pignoleria e la scena di questa trasmissione fu anche spesso oggetto di parodie da parte dei comici di allora negli spettacoli di varietà, alcuni dei quali trasmessi dalla stessa Rai.

## Il controfagotto nei mezzi di comunicazione di massa
Il controfagotto è citato da Alberto Sordi, nel personaggio del vigile Otello Celletti, nel film di Luigi Zampa Il vigile. In una scena, parlando con Sylva Koscina (che interpreta se stessa), le chiede "Che fine ha fatto quer ciccione der Controfagotto?", alludendo a Degoli che aveva una stazza fisica imponente.
Qualche anno dopo, nel 1961, Ugo Gregoretti condusse per la Rai un programma di costume dal titolo Controfagotto.